# La Unión (Murcia)
La Unión is een gemeente in de Spaanse provincie en regio Murcia met een oppervlakte van 26 km². La Unión telt 19.630 inwoners (1 januari 2016).

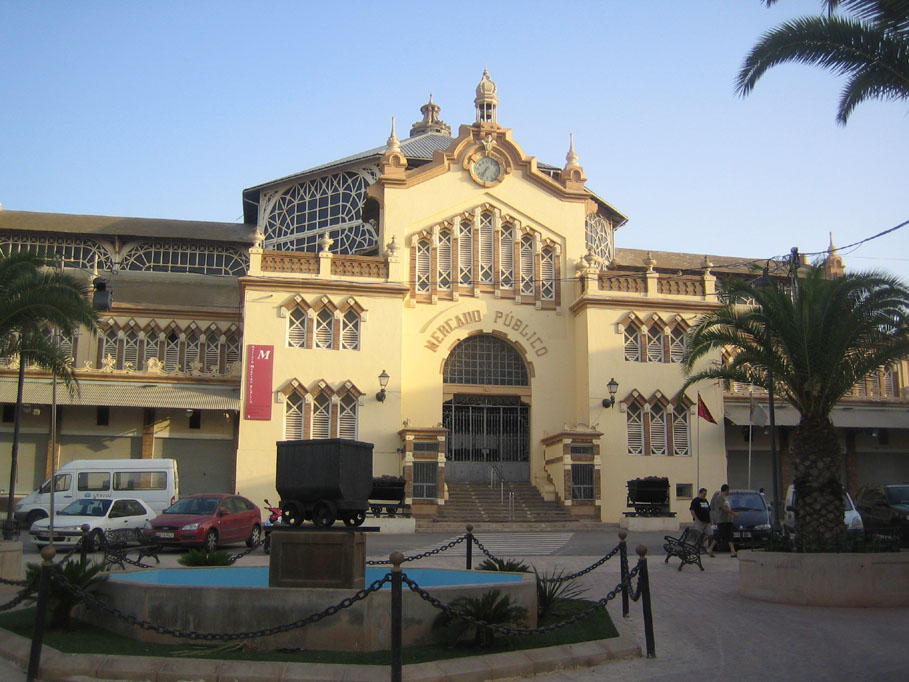
Markthal van La Unión
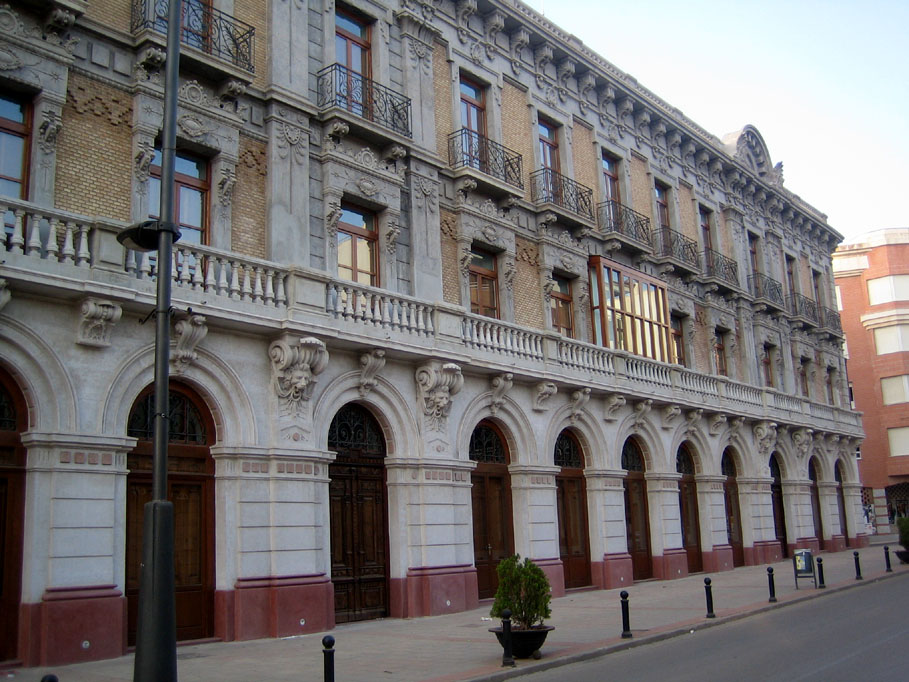
Huizen in La Unión

## Demografische ontwikkeling
Bron: INE; 1877-2011: volkstellingen
Opm.: Voor 1859 behoorde La Uníon tot de stad Cartagena; de bevolking daalde vanaf 1910 door de mijnsluitingen
Abanilla · Abarán · Águilas · Albudeite · Alcantarilla · Aledo · Alguazas · Alhama de Murcia · Archena · Beniel · Blanca · Bullas · Calasparra · Campos del Río · Caravaca de la Cruz · Cartagena · Cehegín · Ceutí · Cieza · Fortuna · Fuente Álamo de Murcia · Jumilla · La Unión · Las Torres de Cotillas · Librilla · Lorca · Lorquí · Los Alcázares · Mazarrón · Molina de Segura · Moratalla · Mula · Murcia · Ojós · Pliego · Puerto Lumbreras · Ricote · San Javier · San Pedro del Pinatar · Santomera · Torre-Pacheco · Totana · Ulea · Villanueva del Río Segura · Yecla